# Derchinger Baggersee
Der Derchinger Baggersee bzw. der Derchinger Badesee liegt nördlich von Derching, einem Stadtteil von Friedberg im Landkreis Aichach-Friedberg (Schwaben, Bayern).
Am Derchinger Baggersee befinden sich Parkplätze, Liegewiesen, Kinderschwimmbereich, Badeinsel, Kiosk, WC und Wasserwachtstation. Die Freizeitanlage östlich vom Autobahnsee (Augsburg) und von Dickelsmoor erfreut sich großer Beliebtheit.